# Internationale Organisation für Sukkulentenforschung
Die Internationale Organisation für Sukkulentenforschung (IOS) (engl. International Organization for Succulent Plant Study) hat das Ziel, die Erforschung und den Erhalt sukkulenter und verwandter Pflanzen zu fördern. Ihr gehören Botaniker, Sukkulentenliebhaber und wissenschaftliche Institutionen und Vereinigungen aus der ganzen Welt an. Die IOS ist Mitglied der International Union of Biological Sciences (IUBS).

## Gründungsgeschichte
1947 beschäftigte sich Hans Krainz mit dem Gedanken, die bestehenden nationalen Kakteenorganisationen (beispielsweise die Deutsche Kakteen-Gesellschaft, die Gesellschaft Österreichischer Kakteenfreunde und die Schweizerische Kakteen-Gesellschaft) unter einer Dachorganisation, der Europäischen Kakteen-Gesellschaft, bei gleichzeitiger Bewahrung ihrer Selbstständigkeit zu vereinigen. Ein erster, Ende 1947 von ihm versandter Aufruf fand jedoch, so kurz nach dem Ende des Zweiten Weltkriegs, keine Resonanz. 
Durch das Kuratorium des wissenschaftlichen Fonds der Schweizerischen Kakteen-Gesellschaft wurde im Frühjahr 1950 ein von Hans Krainz, Franz Buxbaum und H. Michael Roan unterzeichnetes Schreiben an etwa 50 namhafte Sukkulentenforscher und andere Botaniker verschickt, das zum 1. Internationalen Kongress der Sukkulentenforscher für den 27. September 1950 einlud. Die an diesem Kongress Teilnehmenden einigten sich in nur wenigen Tagen auf ein Statut, auf dessen Grundlage am 30. September 1950 die IOS gegründet wurde. Als Standort der ersten Erhaltungssammlung für Sukkulenten wurde die Sukkulenten-Sammlung Zürich bestimmt.

## Organisation
Die IOS wird von einem aus Präsident, Vizepräsident, Sekretär, Schatzmeister, Assistent des Sekretärs und Herausgeber bestehenden Verwaltungsrat geleitet. Die Wahl des Verwaltungsrates findet alle zwei Jahre, anlässlich des Hauptkongresses statt. Präsident der IOS ist seit 2012 Héctor M. Hernández Macíask.
Für vier Pflanzenfamilien – Aizoaceae, Apocynaceae, Asphodelaceae und Cactaceae –  gibt es eigene Arbeitsgruppen.

## Auszeichnungen
Auf dem Hauptkongress der IOS wird alle zwei Jahre der Cactus d’Or (Goldkaktus) vergeben.

## Veröffentlichungen

### Periodika
- IOS Bulletin.
- Repertorium Plantarum Succulentarum. ISSN 0486-4271

### Andere
- Susan Carter, Urs Eggli: The CITES Cactaceae Checklist of Succulent Euphorbia Taxa (Euphorbiaceae). 1997. ISBN 3-89624-609-7
- Urs Eggli, Nigel Taylor (Herausgeber): List of Cactaceae names from Repertorium Plantarum Succulentarum (1950-1990). 1991. ISBN 0-947643-37-0
- Urs Eggli, Nigel Taylor (Herausgeber): List of names of succulent plants (other than cacti) from Repertorium Plantarum Succulentarum (1950-1992). 1994. ISBN 0-947643-63-X
- David Hunt: CITES Cactaceae Checklist. 1. Auflage 1992, 2. Auflage 1999